# جوناس اولسون
جوناس اولسون (بالسويدية: Jonas Olsson)‏ (و. 1970  م) هو لاعب كرة قدم، ومدرب كرة قدم، من السويد، ولد في غوتنبرغ، يلعب كمُدَافِع.

## روابط خارجية
- جوناس اولسون على موقع قاعدة بيانات كرة القدم.إي يو (الإنجليزية)
- جوناس اولسون على موقع عالم كرة القدم.نت (الإنجليزية)